# Giacomo Raibolini

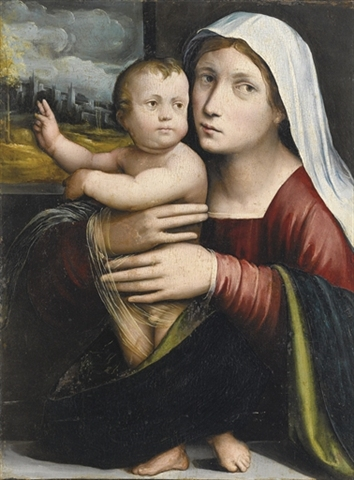
Madonna mit Kind, Öl auf Holz, 55 × 40 cm.

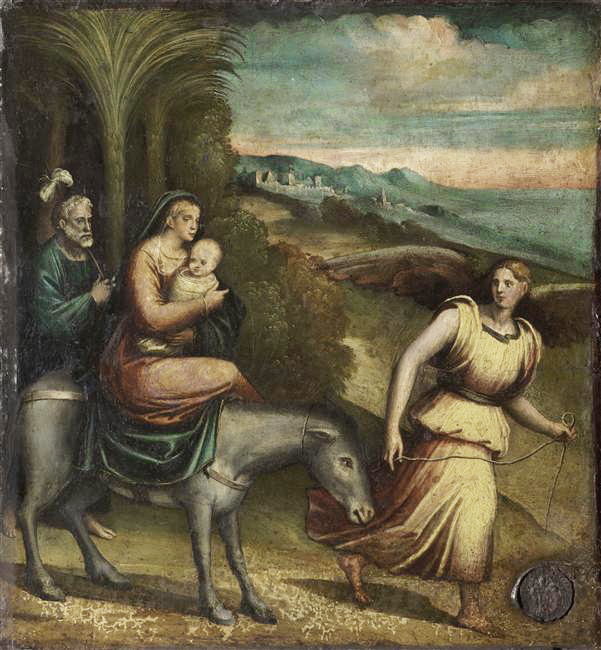
Flucht nach Ägypten, Palais des Beaux-Arts de Lille

Giacomo Raibolini, auch bekannt als Giacomo Francia oder Jacopo Francia (* 1484 in Bologna; † 3. Januar 1557 ebendort) war ein italienischer Maler und Kupferstecher der Renaissance.

## Leben
Er war der älteste Sohn von Francesco Francia und wurde wie sein Vater il Francia genannt. Sein Vater und sein Bruder Giulio waren ebenfalls Maler. Er lernte die Malerei von seinem Vater, indem er als dessen Assistent arbeitete. Im Jahr 1517, dem Todesjahr seines Vaters, übernahmen er und sein Bruder Giulio den Familienbetrieb und schufen gemeinsam zahlreiche Altarbilder, die an den Initialen (II) ihrer latinisierten Namen (Iacobus und Iulius) zu erkennen sind. In seinem späteren Leben wurde Giacomo von Dosso Dossi beeinflusst. Er starb 1557 in Bologna.
Das erste bekannte Werk von Giacomo ist Die Jungfrau in der Herrlichkeit mit den Heiligen Petrus, Maria Magdalena, Franziskus, Martha und sechs Mönchen (nach 1515; Bologna, Pinacoteca Nazionale). In diesem Gemälde, wie auch in Die Heiligen Hieronymus, Margarete und Franziskus (1518; Madrid, Prado) und in der Geburt Christi (1519; Parma, Abbazia di San Giovanni Evangelista), die beide datiert und von beiden Brüdern signiert sind, finden sich neben dem Einfluss des Vaters auch Anklänge an den monumentalen Stil Raffaels. Einige seiner anderen Gemälde:
- Gemälde in der Kirche von San Giovanni Evangelista, Parma
- zwei Fresken in der Kapelle Santa Cecilia in Bologna: Taufe des Valerian und Martyrium der Heiligen Cecilia
- Sitzende Madonna mit den Heiligen Franziskus, Bernhard, Sebastian und Maurizius (1526) in Bologna
- Hl. Michael für die Basilika San Domenico, ebenfalls in Bologna.

## Bibliografia
- Michael Bryan: Dictionary of Painters and Engravers, Biographical and Critical. Hrsg.: Walter Armstrong & Robert Edmund Graves. II L-Z. George Bell and Sons, London 1889, S. 341 (google.at).